# Центр міжнародного дослідження клімату та навколишнього середовища
Центр міжнародного дослідження клімату та навколишнього середовища (англ. Center for International Climate and Environmental Research, CICERO; норв. Senter for klimaforskning) – незалежна норвезька дослідницька база, що займається вивченням проблем клімату та екології у всьому світі та пов’язана з Університетом Осло. Була створена урядом Норвегії у 1990 році з метою збагачення бази знань у національній та міжнародній кліматичній політиці. З 1992 року грає активну роль у Міжурядовій групі експертів з питань змін клімату.
Розташована у Дослідницькому Парку Осло.

## Діяльність
CICERO є провідним інститутом Норвегії з міждисциплінарного дослідження клімату. Основним напрямом діяльності організації є вирішення кліматичних проблем на глобальному та місцевому рівнях шляхом досліджень, співпраці з науковцями з усього світу та розповсюдження інформації про наслідки штучного впливу на клімат.
Дослідження CICERO включають в себе такі області:
- вплив на кліматичні зміни та політику стосовно клімату;
- розробка, впровадження та дотримання інструментів кліматичної політики;
- докладний аналіз взаємозв’язку між міським розвитком, кліматом та іншими екологічними проблемами.

## Керівник
Керівником CICERO з 2014 року є Крістін Халворсен – норвезький політичний діяч, в період з 17 жовтня 2005 року по 20 жовтня 2009-го – міністр фінансів Норвегії, а згодом (з 20 жовтня 2009 року по 16 жовтня 2013-го) – міністр освіти. 
Є автором книг «Gjennomslag» (2012, у співавторстві з Lilla Sølhusvik), «Rett fra hjertet» (2004, у співавторстві з Ingolf Håkon Teigene) та володаркою нагороди від Norwegian Communication Association (2002).

## Публікації
CICERO займається публікацією періодичного видання «Cicerone», що має на меті висвітлення нових ідей у сфері дослідження клімату та екології. Також журнал містить секцію, присвячену здобуткам RegClim (Regional Climate Development Under Global Warming).